# Душан Раденковић
Душан Раденковић (Велики Шиљеговац, 4/16. јула 1892 — Београд, 21. јануара 1942) био је српски редитељ и драмски првак.

## Биографија
Душан Раденковић рођен је у Великом Шиљеговцу код Крушевца, 4. јула 1892. године по ст. календару. У ратовима од 1914. до 1919. године био је војни обвезник. Почео је да глуми 1911. године. Од 1. септембра 1920. до 1. септембра 1924. године био је члан Народног позоришта у Сарајеву. Годину пре тога провео је у Скопском позоришту. 1. септембра 1924. године постао је члан Народног позоришта у Београду где је остао до своје смрти. 1937, Указом од 27. септембра, постављен је за редитеља Народног позоришта у петој чин. групи. 1931. до 1932. године провео је у Бањој Луци као управник тек основаног Позоришта које је с успехом организовао.
Вршио је дужност генералног секретара Глумачког удружења. На том положају бранио је глумачки сталеж и изборио му оно место у нашем друштву које му је припадало према његовој стварној вредности и способности. За свој уметнички и организаторски рад одликован је орденима Белог орла V степена, Св. Саве V и IV степена и Југословенском Круном IV степена. Умро је на почетку поподневне представе »Ђида«, 21. јануара 1942).
У част Душана Раденковића и његовог глумачког остварења Велики Шиљеговац 1996. године оснива Аматерско позориште "Душан Раденковић" Архивирано на веб-сајту  (17. јул 2014) на челу са Зораном Васићем које наступа широм Србије.